# Musclos
El terme musclo o clòtxina és emprat per designar diverses famílies de mol·luscs bivalves, comunament proveïts d'una conquilla negra constituïda per dues valves, de gran interès econòmic i gastronòmic. Igual que altres grups pertanyents als bivalves, com ara les ostres, són animals marins filtradors que viuen fixats al substrat. Respiren per mitjà de brànquies.

## Història natural
Hi ha musclos mascles i musclos femelles i la seva fecundació és externa. La femella pon entre 5 i 12 milions d'ous a l'aigua que l'envolta. Al cap d'una o dues setmanes neixen les larves, que neden lliurement durant uns 20 dies fins que es fixen a les roques i comencen a fabricar la conquilla.
Viu en colònies fixat a les roques gràcies a unes fibres dures dites bissus. Només viu en zones batudes per les onades o amb marea, de poca profunditat. Alguns dels seus depredadors naturals són l'estrella de mar i alguns cargols marins.

## Espècies amb aquest nom
Segons TERMCAT, els mol·luscs que porten el nom de musclo són:
- Musclo del Mediterrani (Mytilus galloprovincialis). El musclo autòcton de la Mediterrània, molt freqüent al nostre litoral.
- Musclo de l'Atlàntic (Mytilus edulis). El musclo atlàntic, molt semblant a del Mediterrani.
- Musclo xilè (Mytilus chilensis).
- Musclo bru (Modiolus modiolus).
- Musclo barbat (Modiolus barbatus).
- Musclo zebrat (Dreissena polymorpha). Espècie invasora que d'alguns anys ençà s'ha detectat en diversos rius de la conca mediterrània i que està colonitzant els embassaments a gran velocitat.
- Musclo perler d'aigua dolça (Margaritifera margaritifera).